# Filipe Benício da Fonseca Galvão
Filipe Benício da Fonseca Galvão (ca. 1828 — 24 de julho de 1898) foi um padre e político brasileiro.
Membro do Partido Liberal, foi deputado à Assembleia Provincial da Paraíba, a qual presidiu em duas legislaturas, de 1864 a 1865 e de 1867 a 1869.
Foi nomeado 2º vice-presidente da província da Paraíba por despacho de 2 de março de 1878 e, nessa condição, assumiu o governo da província quando o presidente Ulisses Viana afastou-se de suas funções por doença, de 20 de fevereiro a 12 de junho de 1879 e, novamente, de 30 de abril a 15 de maio de 1880.
Foi exonerado do cargo de vice-presidente em 17 de outubro de 1885, substituído por Manuel da Fonseca Xavier de Andrade.
Morreu na Paraíba aos 70 anos de idade.